# Richard Lenski
Pour les articles homonymes, voir Lenski.
Richard Lenski, né le 13 août 1956, est un biologiste américain s'intéressant à la biologie de l'évolution. Il est notamment connu pour ses expériences sur des colonies de bactéries E. Coli sur plus de 60 000 générations (chiffre en 2016) depuis 1988 à l'université d'État du Michigan.

## Biographie
Richard Lenski est le fils du sociologue Gerhard Lenski. Il obtient une licence à l'Oberlin College en 1976, puis un doctorat à l'université de Caroline du Nord en 1982.
Lenski effectue des recherches postdoctorales dans le laboratoire de Bruce Levin à l'université du Massachusetts, où il commence à étudier la microbiologie. En 1985, Lenski rejoint le département d'écologie et de biologie évolutive de l'université de Californie à Irvine, où il est promu professeur associé en 1988. En 1991, Lenski transfère son laboratoire à l'université d'État du Michigan, où il rejoint le centre scientifique et technologique de la Fondation nationale pour la science (NSF) pour l'écologie microbienne.
Au cours de sa carrière Lenski effectue des séjours sabbatiques à l'Université d'Oxford, où il travaille avec Robert May, et à l'Université de Montpellier (1997-1998), où il collabore avec l'équipe d'Isabelle Olivieri.
Il reçoit le prix MacArthur en 1996 et entre à l'Académie nationale des sciences aux États-Unis en 2006.

## Travaux
Depuis 1988, l'équipe de Richard Lenski étudie l'évolution expérimentale d'Escherichia coli en cultivant ces bactéries pendant des milliers de générations dans des conditions standardisées de culture et analyse comment évolue la valeur sélective et la taille des cellules.
Son équipe congèle régulièrement des bactéries pour pouvoir les comparer plus tard avec leurs descendantes. Ainsi, les scientifiques examinent de près les modifications génétiques sur lesquelles repose l'adaptation des colonies à leur milieu. Cette expérience d'évolution au long terme chez la bactérie Escherichia coli (en) a notamment montré, à travers l’analyse des génomes des organismes mieux adaptés à leur environnement, que ces bactéries accumulaient des mutations bénéfiques, responsables de l’augmentation de leur valeur sélective. Elle a ainsi battu en brèche la thèse de la complexité irréductible.